# Олжай, Кайнар Калиакпарулы
Кайнар Калиакпарулы Олжай (Олжаев) (каз. Қайнар Қалиақпарұлы Олжай; род. 29 июня 1958) — заместитель председателя Правления АО "РТРК «Қазақстан» по производству. Лауреат премии конфедерации журналистов СНГ. Обладатель гранта Президента РК. Заслуженный деятель Казахстана (2009).

## Биография
Родился 29 июня 1958 года. Является заместителем председателя Правления АО РТРК «Қазақстан» по производству. Лауреат премии конфедерации журналистов СНГ. Обладатель гранта Президента РК. Заслуженный деятель РК.
В 1982—1985 гг. служил в ВМФ СССР.

## Образование
- В 1981 году окончил Казахский государственный университет, факультет журналистики.

## Трудовой стаж
- С 1988 по 1997 годы трудился в газетах: «Социалистік Қазақстан», «Егемен Қазақстан», «Атамұра», «Бірлік», «Түркістан» на должностях от старшего корректора до редактора газеты
- С 1997 по 2006 год работал в Агентстве «Хабар» на должностях: комментатора, заместителя дирекции отдела новостей, главного продюсера и директора телеканала «Хабар-2»
- С 2006 года работал на телеканале НТК «Қазақстан» в должностях: генерального продюсера, заместителя Председателя Правления по творчеству, генерального директора НТК «Қазақстан»
- С 2011 года занимал должность директора дирекции по развитию регионального вещания АО «РТРК „Қазақстан“ по регионам
- С 29 мая 2013 года является заместителем Председателя Правления Корпорации по производству[2]

## Награды
- 2000 — Лауреат премии Президента Республики Казахстан в области средств массовой информации[3]
- 2008 — Благодарность Президента Республики Казахстан в области средств массовой информации[4]
- 2009 — Заслуженный деятель Казахстана[5]

## Работы
- Автор передач „Мың бір мақал“, „Деген екен“, „Солай болған“, „Тіл“, „Сөзмерген“, „Ілік септігі“, „Келбет“, также является создателем 15-серийного историко-документального фильма „Бірінші“
- Также выпустил книги „Президент пырағы“, „Қара нары қазақтың“, „Атамыз — Аласанбай“, „Қанат байлаған қазақ“